# Timeu de Paros
Timeu de Paros (en llatí Timaeus, en grec antic Τίμαιος) va ser un filòsof pitagòric grec, d'època desconeguda, nadiu de l'illa de Paros. El menciona Iàmblic a la seva Vitae Pythagori i també l'esmenten Climent d'Alexandria i Teodoret.